# Amboherpia
Amboherpia is een geslacht van wormmollusken uit de  familie van de Acanthomeniidae.

## Soorten
- Amboherpia dolicopharyngeata Gil-Mansilla, García-Álvarez & Urgorri, 2008
- Amboherpia heterotecta Handl & Salvini-Plawen, 2002